# Viaduc de la Sioule
Le viaduc de la Sioule est un pont en poutre-caisson autoroutier qui franchit la Sioule à Bromont-Lamothe, dans le Puy-de-Dôme en France.